# Robert Wisden
Robert Charles Wisden (Brighton, 2 giugno 1958) è un attore britannico con un'intensa carriera nella televisione canadese e americana.
Nel 2000 ha vinto il Premio Gemini come migliore recitazione per un attore non protagonista in un programma drammatico o Mini Serie per The Sheldon Kennedy Story (1999).

## Carriera
Wisden si è trasferito con la famiglia dall'Inghilterra al Canada all'età di 15 anni. Ha iniziato la sua carriera nel 1985 facendo una apparizione nei panni di Terry Dunne nel film per la televisione In This Corner diretto da Atom Egoyan. Da allora egli ha recitato in molti programmi, inclusi Da Vinci's Inquest, Smallville, X-Files e Jeremiah. nel 2006 Wisden ha ottenuto una laurea triennale alla Simon Fraser University. Attualmente lavora alla St. George's School a Vancouver (Columbia Britannica, Canada) dirigendo recite scolastiche e come insegnante di recitazione.

## Filmografia

### Attore

#### Film
- Firebird 2015 AD (come Robert Charles Wisden) (1981)
- Milk and Honey (1988)
- Blood Clan (1990)
- Frequenze pericolose (1992)
- Impolite (1992)
- Senti chi parla adesso (1993)
- Vento di passioni (1994)
- The War Between Us (1995)
- Una ragazza sfrenata (1997)
- Final Destination (2000)
- Criss Cross (2001)
- Watchmen (2009)
- Driven to Kill - Guidato per uccidere (Driven to Kill), regia di Jeff King (2009)

#### Film TV
- In This Corner (1985)
- 9B (1986)
- Lotta per la vita (1987)
- Glory Enough for All (1988)
- Fatal Memories (1992)
- The Man Upstairs (1992)
- Relentless: Mind of a Killer (1993)
- Judgment Day: The John List Story (1993)
- Spoils of War (1994)
- Love on the Run (1994)
- Vonnie è scomparsa (1994)
- In fuga per la libertà (1994)
- She Stood Alone: The Tailhook Scandal (1995)
- The Ranger, the Cook and a Hole in the Sky (1995)
- Harvey (1996)
- Capitani coraggiosi (1996)
- Mother Trucker: The Diana Kilmury Story (1996)
- Gone in a Heartbeat (1996)
- Progetto Medusa - minuti contati (1997)
- Vite violate (1998)
- Circle of Deceit (1998)
- Trappola in rete (Every Mother's Worst Fear), regia di Bill L. Norton – film TV (1998)
- Floating Away (1998)
- The Sheldon Kennedy Story (1999)
- Final Run: Corsa contro il tempo (1999)
- In the Name of the People (2000)
- Secret Cutting (2000)
- Giochi di potere (2000)
- HRT (2001)
- Damaged Care (2002)
- La regina delle nevi (2002)
- Viaggio nel mondo che non c'è (non accreditato) (2003)
- A Date with Darkness: The Trial and Capture of Andrew Luster (2003)
- The Elizabeth Smart Story (2003)
- NTSB: The Crash of Flight 323 (2004)
- The Love Crimes of Gillian Guess (2004)
- Supervulcano (2005)
- Saving Milly (2005)
- Lost Behind Bars (2008)

#### Serie TV
- Danger Bay - serie TV, 1 episodio (1987)
- Alfred Hitchcock presenta (Alfred Hitchcock Presents) - serie TV, 2 episodi (1987-1988)
- 9B - serie TV, 5 episodi (1988)
- Mom P.I. - serie TV, 1 episodio (1990)
- E.N.G. - Presa diretta - serie TV, 4 episodi (1991-1992)
- Tropical Heat - serie TV, 2 episodi (1992)
- Kung Fu - La leggenda continua - serie TV, 1 episodio (1993)
- The Odyssey - serie TV, 13 episodi (1993-1994)
- Highlander - serie TV, 2 episodi (1993-1996)
- Cobra Investigazioni - serie TV, 1 episodio (1994)
- L'ultimo dei Mohicani - serie TV, 1 episodio (1995)
- Oltre i limiti (The Outer Limits) - serie TV, 2 episodi (1995-1999)
- X-Files (The X-Files) - serie TV, 2 episodi (1996-1998)
- Madison - serie TV, 6 episodi (1997)
- Two - serie TV, 1 episodio (1997)
- Millennium - serie TV, 2 episodi (1997-1998)
- Poltergeist - serie TV, 2 episodi (1997-1999)
- Stargate SG-1 - serie TV, 4 episodi (1997-2005)
- Sleepwalkers - serie TV, 1 episodio (1998)
- Viper - serie TV, 1 episodio (1998)
- Dead Man's Gun - serie TV, 2 episodi (1998)
- Welcome to Paradox - serie TV, 1 episodio (1998)
- First Wave - serie TV, 1 episodio (1998)
- Da Vinci's Inquest - serie TV, 29 episodi (1998-2000)
- Cold Squad - Squadra casi archiviati (Cold Squad) - serie TV, 2 episodi (1998-2004)
- Il corvo - serie TV, 1 episodio (1999)
- Sentinel - serie TV, 1 episodio (1999)
- Hope Island - serie TV, 1 episodio (2000)
- Seven Days - serie TV, 1 episodio (2000)
- So Weird - Storie incredibili - serie TV, 1 episodio (2000)
- The Chris Isaak Show - serie TV, 1 episodio (2001)
- Wolf Lake - serie TV, 1 episodio (2001)
- Dice - miniserie TV (2001)
- Smallville - serie TV, 6 episodi (2001-2004)
- Mysterious Ways - serie TV, 1 episodio (2002)
- The Twilight Zone - serie TV, 1 episodio (2002)
- John Doe - serie TV, 1 episodio (2002)
- Just Cause - serie TV, 1 episodio (2002)
- Jeremiah - serie TV, 9 episodi (2002-2003)
- The Dead Zone - serie TV, 1 episodio (2003)
- Tru Calling - serie TV, 1 episodio (2003)
- Tom Stone - serie TV, 1 episodio (2004)
- Battlestar Galactica - serie TV, 1 episodio (2005)
- The Collector - serie TV, 1 episodio (2005)
- Kyle XY - serie TV, 1 episodio (2006)
- Blade - La serie - serie TV, 1 episodio (2006)
- Above and Beyond - miniserie TV (2006)
- R.L. Stine's The Haunting Hour - serie TV, 1 episodio (2011)

#### Video
- Driven to Kill - Guidato per uccidere (2009)
- Stargate SG-1: I figli degli dei - Final Cut (2009)

## Doppiatori italiani
Nelle versioni in italiano delle opere in cui ha recitato, Robert Wisden è stato doppiato da:
- Antonio Sanna in Una ragazza sfrenata, Driven to Kill - Guidato per uccidere
- Cesare Barbetti in Alfred Hitchcock Presenta
- Giorgio Locuratolo in Smallville
- Loris Loddi in Millennium (ep. 2x04)
- Stefano De Sando in Millennium (ep. 3x03)
- Roberto Chevalier in Highlander
- Alberto Angrisano in Jeremiah
- Fabrizio Temperini in X-Files
- Luciano De Ambrosis in Watchmen
- Silvio Pandolfi in Battlestar Galactica
- Giancarlo De Angeli in Crow Vs. Crow
- Michele Kalamera in Blade - La serie